# 山崎晴哉
山崎 晴哉（やまざき はるや、1938年2月2日 - 2002年2月）は、日本の男性脚本家、小説家。早稲田大学第一文学部露文科卒業。日本脚本家連盟会員。
1970年代から1990年代にかけて主にアニメの脚本で活躍した。

## 来歴
学生時代に手塚治虫の虫プロダクションでアルバイトをしたのをきっかけに、大学院を修了後に契約社員として入社。文芸部に籍を置いて制作管理の仕事をしていたが、後に退社して1966年のテレビアニメ『ハリスの旋風』からフリーの脚本家として活動する。
テレビアニメでは『巨人の星』『キン肉マン』など、スポーツを下絵にした作品のメイン脚本家として活躍し、代表作にもなった。他には劇場アニメの『ルパン三世 カリオストロの城』のほか、特撮作品も複数執筆する。
1990年代以降は、アニメのノベライズ作品を皮切りに小説家としての活動が目立ち、主にライトノベルや架空戦記を多く発表した。
2002年2月に死去。

## 作品リスト

### アニメ

#### テレビアニメ
- 東京ムービー作品
  - 怪物くん[第1作]
  - 巨人の星
  - アタックNo.1
  - 六法やぶれクン
  - 新・オバケのQ太郎
  - 赤胴鈴之助
  - ど根性ガエル
  - ジャングル黒べえ
  - 荒野の少年イサム
  - 侍ジャイアンツ
  - 柔道讃歌
  - はじめ人間ギャートルズ
  - 元祖天才バカボン
  - 家なき子
  - 宝島
  - あしたのジョー2
  - スペースコブラ
  - おねがい!サミアどん
  - それいけ!アンパンマン
  - おちゃめなふたご クレア学院物語
  - わたしとわたし ふたりのロッテ
  - フランダースの犬 ぼくのパトラッシュ
  - レッドバロン

- 東映動画作品
  - 大空魔竜ガイキング[2]
  - 惑星ロボ ダンガードA[3]
  - 宇宙海賊キャプテンハーロック[4]
  - タイガーマスク二世
  - キン肉マン
  - ビデオ戦士レザリオン（東映本社製作）
  - 悪魔島のプリンス 三つ目がとおる
  - ゲゲゲの鬼太郎[第3作]
  - 剛Q超児イッキマン
  - 闘将!!拉麵男
  - ひみつのアッコちゃん[第2作]
  - キン肉マン キン肉星王位争奪編

- タツノコプロ作品
  - おらぁグズラだど
  - ドカチン
  - 紅三四郎
  - ハクション大魔王
  - 昆虫物語 みなしごハッチ[第1作]
  - タイムボカン
  - 科学忍者隊ガッチャマンF
  - 闘士ゴーディアン
  - とんでも戦士ムテキング
  - ダッシュ勝平
  - 未来警察ウラシマン
  - パソコントラベル探偵団
  - イタダキマン
  - 赤い光弾ジリオン

- 虫プロダクション作品
  - あしたのジョー
  - アンデルセン物語
  - さすらいの太陽
  - 国松さまのお通りだい

- シンエイ動画作品
  - ドラえもん[第2作]
  - ゲームセンターあらし
  - 美味しんぼ
  - 忍ペンまん丸

- 国際映画社作品
  - 魔境伝説アクロバンチ
  - 超攻速ガルビオン
  - 宗谷物語

- エイケン作品
  - 六三四の剣
  - シートン動物記

- サンライズ作品
  - ハゼドン
  - ゼロテスター
  - サイボーグ009[第2作]

- ぎゃろっぷ作品
  - チックンタックン
  - ミラクルジャイアンツ童夢くん

- その他
  - ハリスの旋風
  - 男どアホウ!甲子園
  - 正義を愛する者 月光仮面
  - ドラえもん[第1作]
  - あしたへアタック!
  - 超スーパーカー ガッタイガー
  - 鉄腕アトム[第2作]
  - GALACTICA PATROL レンズマン
  - からくり剣豪伝ムサシロード
  - ドリトル先生物語
  - モジャ公

#### 劇場アニメ
- 巨人の星
- ルパン三世 カリオストロの城
- フリテンくん
- マンザイ太閤記
- SPACE ADVENTURE コブラ
- キン肉マン
- 新・男樹

### 特撮
- スペクトルマン
- 快傑ライオン丸
- 風雲ライオン丸
- 電人ザボーガー
- スーパーロボット マッハバロン
- 正義のシンボル コンドールマン
- 冒険ロックバット
- メガロマン
- ロボット8ちゃん
- バッテンロボ丸
- 巨獣特捜ジャスピオン
- 超人機メタルダー

### テレビドラマ
- マドモアゼル通り
- 怪人二十面相
- 月曜ドラマランド ゲゲゲの鬼太郎

### 著書

#### オリジナル
- アレキサンドリア物語
  - 新アレキサンドリア物語
- ユウマとユリ ロマンチック・アドベンチャー
- 王国物語
- ザ・ズー
- 総司!
- 超潜空戦艦「信長」
- 海軍どくろ軍団
- 鷲と鷹
- 『大和』カミサマ分隊 オアフ島をぶっこわせ

#### ノベライズ
- 火の鳥
- ルパン三世 カリオストロの城
- GALACTIC PATROL レンズマン
- 悪魔島のプリンス 三つ目がとおる

## 関連書籍
- テレビアニメ魂（山崎敬之、講談社現代新書、ISBN 4061497898)

元東京ムービー文芸部所属の著者の回想録。山崎晴哉にも言及。